# Canadian Helicopter Corporation

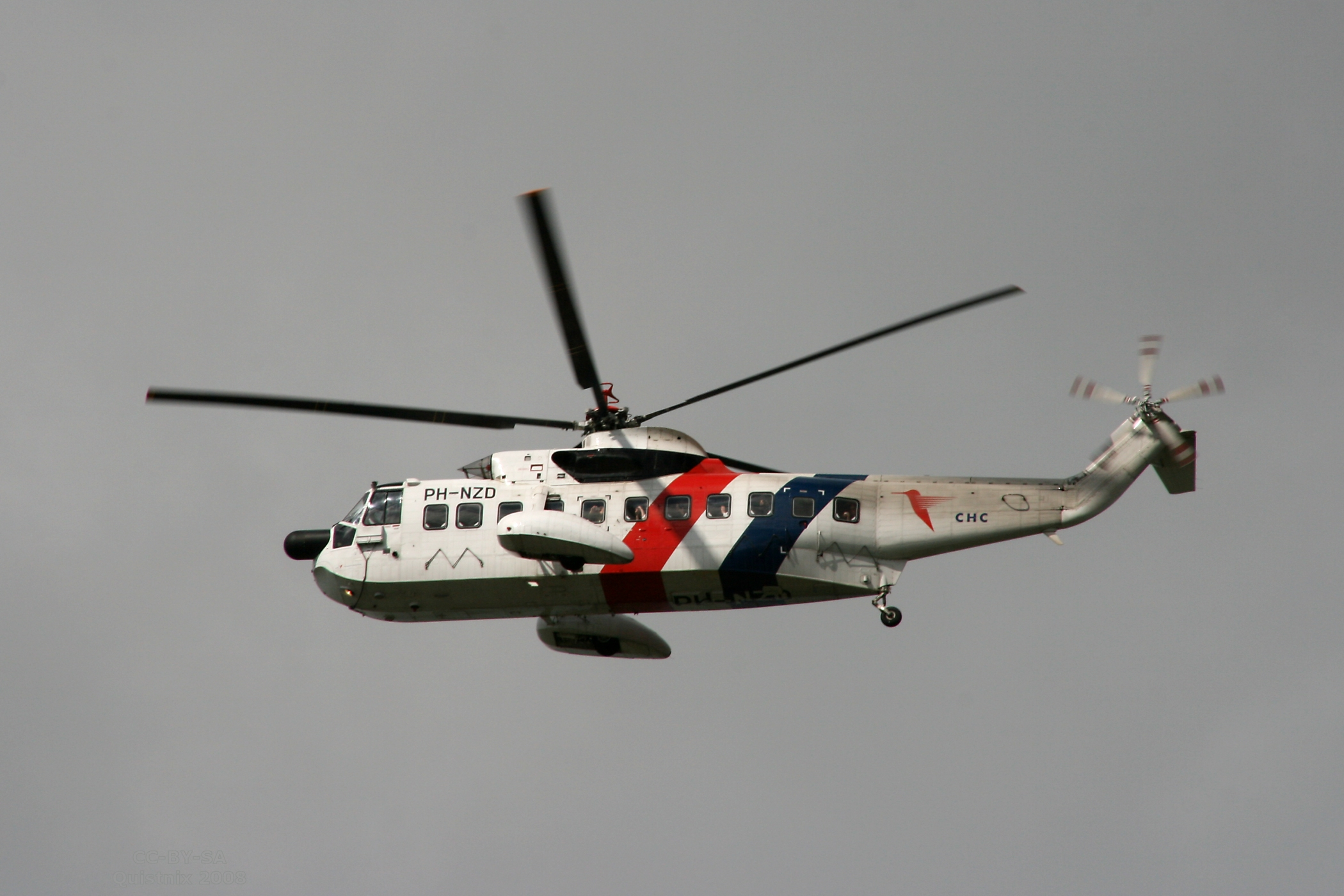
Een Nederlandse Sikorsky S-61N van CHC Helicopters

Canadian Helicopter Corporation (ook wel CHC Helicopter) is een wereldwijd opererende commerciële helikopter-vliegmaatschappij. Het Canadese bedrijf heeft vestigingen in meer dan dertig landen. 
CHC Helicopter houdt zich vooral bezig met het vervoer en transport ten behoeve van de offshore. In Nederland heeft het bedrijf een helikopterbase op Vliegveld de Kooy bij Den Helder en een Global Distribution Center op Schiphol. Ook voert het enkele vluchten uit voor grote luchtvaartmaatschappijen en oliebedrijven vanuit Nederland onder de naam CHC Airways. 